# Club Atlético de San Luis
Il Club Atlético de San Luis, noto semplicemente come Atlético San Luis, è una società di calcio di San Luis Potosí, in Messico. Milita nella Primera División de México, la massima serie del campionato messicano di calcio.

## Storia
Il club è stato fondato il 28 maggio 2013 in seguito allo scioglimento del San Luis Fútbol Club.
Il 16 marzo 2017 l'Atlético Madrid annuncia di essere proprietaria del 50% del club di San Luis insieme ad altri soci minoritari. Lo scopo è quello di portare la propria filosofia di gioco a San Luis affinché il club possa competere per la promozione nel campionato Ascenso MX. Alcuni giocatori dell'Atlético Madrid B sono impegnati con la squadra. Nel 2018 vince il trofeo di Apertura della Liga de Ascenso de México. Nel 2019 esordisce in Primera División de México.

## Organico

### Rosa 2024-2025
Aggiornata al 7 febbraio 2025.
| N. |                           | Ruolo | Calciatore           |
| -- | ------------------------- | ----- | -------------------- |
| 1  | Messico (bandiera)        | P     | Andrés Sánchez       |
| 3  | Messico (bandiera)        | C     | Iker Moreno          |
| 4  | Messico (bandiera)        | D     | Julio Domínguez      |
| 5  | Messico (bandiera)        | D     | Ricardo Chávez       |
| 6  | Messico (bandiera)        | C     | Andrés Iniestra      |
| 7  | Costa d'Avorio (bandiera) | A     | Franck Boli          |
| 8  | Uruguay (bandiera)        | C     | Juan Manuel Sanabria |
| 9  | Brasile (bandiera)        | A     | Leo Bonatini         |
| 10 | Germania (bandiera)       | C     | Mateo Klimowicz      |
| 11 | Brasile (bandiera)        | C     | Vitinho              |
| 12 | Stati Uniti (bandiera)    | C     | David Rodríguez      |
| 13 | Brasile (bandiera)        | C     | Rodrigo Dourado      |
| 15 | Messico (bandiera)        | D     | Daniel Guillén       |

| N. |                    | Ruolo | Calciatore               |
| -- | ------------------ | ----- | ------------------------ |
| 16 | Messico (bandiera) | C     | Javier Güemez            |
| 17 | Messico (bandiera) | D     | Gabriel Martínez         |
| 18 | Messico (bandiera) | D     | Aldo Cruz                |
| 19 | Francia (bandiera) | C     | Sébastien Salles-Lamonge |
| 21 | Messico (bandiera) | C     | Ronaldo Nájera           |
| 22 | Brasile (bandiera) | C     | Yan Phillipe             |
| 23 | Messico (bandiera) | P     | César López              |
| 25 | Messico (bandiera) | C     | Jürgen Damm              |
| 26 | Messico (bandiera) | C     | Sebastián Pérez Bouquet  |
| 27 | Messico (bandiera) | C     | Benjamín Galdames        |
| 28 | Messico (bandiera) | C     | Jonantán Villal          |
| 31 | Messico (bandiera) | D     | Eduardo Águila           |
| 32 | Messico (bandiera) | P     | Diego Urtiaga            |

### Rosa 2023-2024
Aggiornata al 28 febbraio 2024.
| N. |                           | Ruolo | Calciatore           |
| -- | ------------------------- | ----- | -------------------- |
| 1  | Messico (bandiera)        | P     | Andrés Sánchez       |
| 2  | Messico (bandiera)        | C     | Juan David Castro    |
| 4  | Messico (bandiera)        | D     | Julio Domínguez      |
| 5  | Messico (bandiera)        | D     | Ricardo Chávez       |
| 6  | Messico (bandiera)        | C     | Andrés Iniestra      |
| 8  | Uruguay (bandiera)        | C     | Juan Manuel Sanabria |
| 9  | Brasile (bandiera)        | A     | Leo Bonatini         |
| 10 | Germania (bandiera)       | C     | Mateo Klimowicz      |
| 11 | Brasile (bandiera)        | C     | Vitinho              |
| 13 | Brasile (bandiera)        | C     | Rodrigo Dourado      |
| 16 | Messico (bandiera)        | C     | Javier Güemez        |
| 17 | Costa d'Avorio (bandiera) | A     | Franck Boli          |
| 18 | Messico (bandiera)        | D     | Aldo Cruz            |

| N. |                    | Ruolo | Calciatore               |
| -- | ------------------ | ----- | ------------------------ |
| 19 | Francia (bandiera) | C     | Sébastien Salles-Lamonge |
| 20 | Spagna (bandiera)  | D     | Unai Bilbao              |
| 21 | Messico (bandiera) | C     | Óscar Macías             |
| 22 | Brasile (bandiera) | C     | Yan Phillipe             |
| 23 | Messico (bandiera) | P     | César López              |
| 25 | Messico (bandiera) | C     | Jürgen Damm              |
| 26 | Messico (bandiera) | A     | José González            |
| 27 | Messico (bandiera) | C     | Benjamín Galdames        |
| 28 | Messico (bandiera) | C     | Jonantán Villal          |
| 30 | Messico (bandiera) | D     | Jordan Silva             |
| 31 | Messico (bandiera) | D     | Eduardo Águila           |
| 32 | Messico (bandiera) | P     | Diego Urtiaga            |
| 34 | Messico (bandiera) | C     | Luis Gutiérrez Grimm     |

### Rosa 2022-2023
Aggiornata al 14 febbraio 2023.
| N. |                      | Ruolo | Calciatore           |
| -- | -------------------- | ----- | -------------------- |
| 1  | Argentina (bandiera) | P     | Marcelo Barovero     |
| 2  | Messico (bandiera)   | C     | Juan David Castro    |
| 3  | Messico (bandiera)   | D     | Jesús Piñuelas       |
| 5  | Messico (bandiera)   | D     | Ricardo Chávez       |
| 6  | Messico (bandiera)   | C     | Andrés Iniestra      |
| 7  | Argentina (bandiera) | A     | Germán Berterame     |
| 8  | Uruguay (bandiera)   | C     | Juan Manuel Sanabria |
| 10 | Argentina (bandiera) | A     | Rubens Sambueza      |
| 11 | Messico (bandiera)   | C     | Zahid Muñoz          |
| 14 | Messico (bandiera)   | C     | Efraín Orona         |
| 15 | Uruguay (bandiera)   | C     | Facundo Waller       |
| 16 | Messico (bandiera)   | C     | Javier Güemez        |
| 17 | Messico (bandiera)   | D     | Rivaldo Lozano       |
| 18 | Messico (bandiera)   | P     | David Ochoa          |

| N. |                      | Ruolo | Calciatore        |
| -- | -------------------- | ----- | ----------------- |
| 19 | Messico (bandiera)   | D     | Ramón Juárez      |
| 20 | Spagna (bandiera)    | D     | Unai Bilbao       |
| 21 | Venezuela (bandiera) | A     | Jhon Murillo      |
| 23 | Messico (bandiera)   | A     | José Clemente     |
| 24 | Messico (bandiera)   | P     | Andrés Sánchez    |
| 26 | Messico (bandiera)   | C     | Salvador González |
| 27 | Messico (bandiera)   | D     | Jair Díaz         |
| 28 | Messico (bandiera)   | A     | Luis Calzadilla   |
| 29 | Messico (bandiera)   | D     | Emmanuel García   |
| 30 | Ecuador (bandiera)   | D     | Luis León         |
| 32 | Messico (bandiera)   | P     | Diego Urtiaga     |
|    | Messico (bandiera)   | P     | Roberto Salcedo   |
|    | Spagna (bandiera)    | A     | Sabin Merino      |
|    | Brasile (bandiera)   | C     | Rodrigo Dourado   |

### Rosa 2021-2022
Aggiornata al 21 aprile 2022.
| N. |                      | Ruolo | Calciatore           |
| -- | -------------------- | ----- | -------------------- |
| 1  | Argentina (bandiera) | P     | Marcelo Barovero     |
| 2  | Messico (bandiera)   | C     | Juan David Castro    |
| 3  | Messico (bandiera)   | D     | Jesús Piñuelas       |
| 5  | Messico (bandiera)   | D     | Ricardo Chávez       |
| 6  | Messico (bandiera)   | C     | Andrés Iniestra      |
| 7  | Argentina (bandiera) | A     | Germán Berterame     |
| 8  | Uruguay (bandiera)   | C     | Juan Manuel Sanabria |
| 10 | Argentina (bandiera) | A     | Rubens Sambueza      |
| 11 | Messico (bandiera)   | C     | Zahid Muñoz          |
| 14 | Messico (bandiera)   | C     | Efraín Orona         |
| 15 | Uruguay (bandiera)   | C     | Facundo Waller       |
| 16 | Messico (bandiera)   | C     | Javier Güemez        |
| 17 | Messico (bandiera)   | D     | José Lozano          |
| 18 | Slovenia (bandiera)  | A     | Andrés Vombergar     |

| N. |                      | Ruolo | Calciatore        |
| -- | -------------------- | ----- | ----------------- |
| 19 | Messico (bandiera)   | D     | Ramón Juárez      |
| 20 | Spagna (bandiera)    | D     | Unai Bilbao       |
| 21 | Venezuela (bandiera) | A     | Jhon Murillo      |
| 23 | Messico (bandiera)   | A     | José Clemente     |
| 24 | Messico (bandiera)   | P     | Andrés Sánchez    |
| 26 | Messico (bandiera)   | C     | Salvador González |
| 27 | Messico (bandiera)   | D     | Jair Díaz         |
| 28 | Messico (bandiera)   | A     | Luis Calzadilla   |
| 29 | Messico (bandiera)   | D     | Emmanuel García   |
| 30 | Ecuador (bandiera)   | D     | Luis León         |
| 32 | Messico (bandiera)   | P     | Diego Urtiaga     |
|    | Messico (bandiera)   | P     | Roberto Salcedo   |
|    | Spagna (bandiera)    | A     | Sabin Merino      |
|    | Ecuador (bandiera)   | A     | Anderson Julio    |

### Rosa 2020-2021
| N. |                      | Ruolo | Calciatore         |
| -- | -------------------- | ----- | ------------------ |
| 1  | Messico (bandiera)   | P     | Felipe Rodríguez   |
| 2  | Messico (bandiera)   | C     | Juan Castro        |
| 3  | Messico (bandiera)   | D     | Dionicio Escalante |
| 5  | Argentina (bandiera) | D     | Ramiro González    |
| 6  | Cile (bandiera)      | C     | Felipe Gallegos    |
| 7  | Argentina (bandiera) | A     | Germán Berterame   |
| 8  | Messico (bandiera)   | A     | Pablo Barrera      |
| 9  | Argentina (bandiera) | A     | Nicolás Ibáñez     |
| 11 | Ecuador (bandiera)   | A     | Anderson Julio     |
| 12 | Ecuador (bandiera)   | D     | Luis León          |
| 14 | Messico (bandiera)   | D     | Rodrigo Noya       |
| 15 | Messico (bandiera)   | C     | Jorge Sánchez      |
| 16 | Spagna (bandiera)    | D     | Cadete             |
| 17 | Messico (bandiera)   | C     | Pablo López        |

| N. |                        | Ruolo | Calciatore       |
| -- | ---------------------- | ----- | ---------------- |
| 18 | Uruguay (bandiera)     | C     | Camilo Mayada    |
| 19 | Messico (bandiera)     | A     | Diego Pineda     |
| 21 | Stati Uniti (bandiera) | D     | Ventura Alvarado |
|    | Argentina (bandiera)   | C     | Leandro Torres   |
|    | Messico (bandiera)     | C     | Javier Güemez    |
|    | Messico (bandiera)     | P     | Roberto Salcedo  |
|    | Spagna (bandiera)      | A     | Ian González     |
|    | Uruguay (bandiera)     | C     | Federico Gino    |
|    | Argentina (bandiera)   | A     | Lucas Passerini  |
|    | Messico (bandiera)     | D     | Ricardo Chávez   |
|    | Colombia (bandiera)    | C     | Jhon Duque       |
|    | Argentina (bandiera)   | A     | Damián Batallini |
|    | Messico (bandiera)     | C     | Raúl Miranda     |
|    | Paraguay (bandiera)    | C     | Diego Valdez     |

### Rosa 2019-2020
| N. |                      | Ruolo | Calciatore            |
| -- | -------------------- | ----- | --------------------- |
| 1  | Messico (bandiera)   | P     | Felipe Rodríguez      |
| 2  | Messico (bandiera)   | C     | Juan David Castro     |
| 3  | Messico (bandiera)   | D     | Juan Antonio Portales |
| 4  | Cile (bandiera)      | D     | Matías Catalán        |
| 5  | Spagna (bandiera)    | D     | Mario                 |
| 6  | Cile (bandiera)      | C     | Felipe Gallegos       |
| 7  | Argentina (bandiera) | A     | Germán Berterame      |
| 8  | Messico (bandiera)   | C     | Fernando Madrigal     |
| 9  | Argentina (bandiera) | A     | Nicolás Ibáñez        |
| 11 | Ecuador (bandiera)   | C     | Anderson Julio        |
| 12 | Messico (bandiera)   | C     | Javier Cortés         |
| 13 | Argentina (bandiera) | P     | Axel Werner           |
| 14 | Messico (bandiera)   | C     | Carlos Gutiérrez      |

| N. |                    | Ruolo | Calciatore         |
| -- | ------------------ | ----- | ------------------ |
| 15 | Messico (bandiera) | C     | Jorge Sánchez      |
| 16 | Messico (bandiera) | D     | Luis Reyes         |
| 18 | Uruguay (bandiera) | C     | Camilo Mayada      |
| 19 | Messico (bandiera) | A     | Diego Pineda       |
| 20 | Spagna (bandiera)  | D     | Unai Bilbao        |
| 22 | Spagna (bandiera)  | A     | Ian                |
| 23 | Messico (bandiera) | P     | Roberto Salcedo    |
| 27 | Messico (bandiera) | C     | Óscar Macías       |
| 28 | Messico (bandiera) | D     | Dionicio Escalante |
| 29 | Messico (bandiera) | C     | Diego Hernández    |
| 30 | Ecuador (bandiera) | D     | Luis León          |
| 33 | Messico (bandiera) | D     | Mario de Luna      |

## Palmarès

### Competizioni nazionali
- Liga de Ascenso de México: 2

Apertura 2018, Clausura 2019